# Hiroshi Teshigahara
Hiroshi Teshigahara, född 1927, död 2001, var en japansk filmregissör. Utanför Japan är han främst ihågkommen för filmen Kvinnan i sanden, som vann jurypriset vid filmfestivalen i Cannes och för vilken Teshigahara nominerades till en Oscar för bästa regi.

## Filmografi (i urval)
- 1964 – Kvinnan i sanden